# Krzyż kamienny w Bytomiu
Krzyż kamienny w Bytomiu – kamienna średniowieczna  rzeźba w Bytomiu-Łagiewnikach, wpisana do rejestru zabytków ruchomych województwa śląskiego .

## Charakterystyka
Ma 57 centymetrów wysokości, zdaniem dra Edwarda Głuchowskiego obiekt powstał z piaskowca z okolic Kłodzka (według innych źródeł materiałem miał być granit ), w formie litery T , przypominającej kowadło. Prawdopodobnie jest to jego pierwotna forma, jednak na jego powierzchni widnieją ukośne znaki krzyżyków (można je uznać zdaniem dra Janowskiego za znaki solarne, które bywały umieszczane na brzuchach rzeźb zwierząt, a nie na ich grzbietach), mogące sugerować pogańską proweniencję rzeźby i świadczyć o jej fragmentaryczności. Rzeźba, nazywana jest w  niektórych publikacjach krzyżem pokutnym  czyli postawionym jako jeden z elementów ugody zabójcy z rodziną zabitego.  Nazwa taka stosowana jest często do wszystkich istniejących kamiennych krzyży i stała się wręcz nieuprawnionym ich synonimem. W przypadku łagiewnickiego krzyża nieznana jest przyczyna jego postawienia. Niezależnie od przyczyny powstania to prawdopodobnie najstarszy zabytek Bytomia.

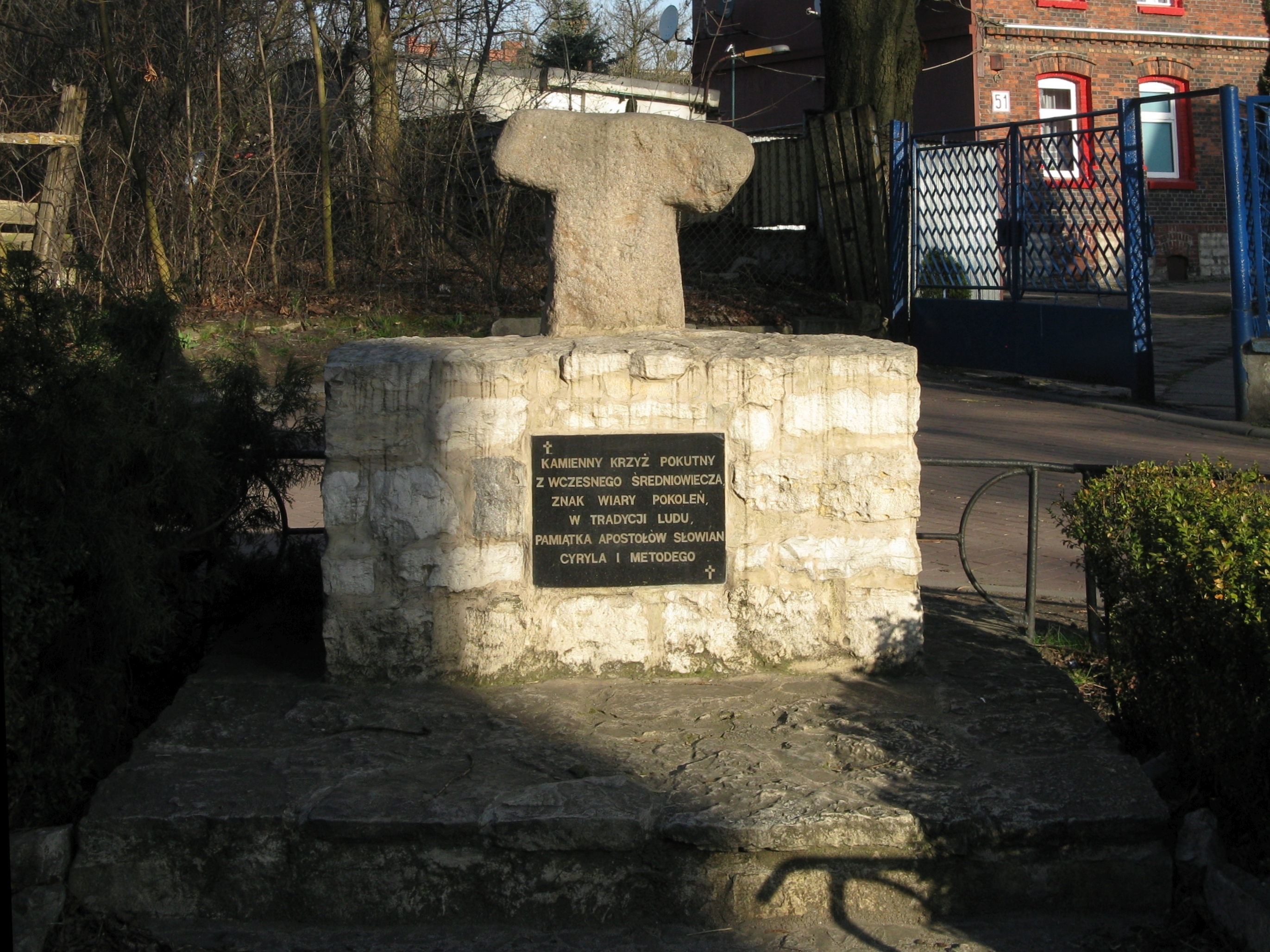
Krzyż na postumencie (2018)

Rzeźba jest umieszczona na murowanym postumencie, w 1997 roku umieszczono na nim tablicę z napisem: KAMIENNY KRZYŻ POKUTNY Z WCZESNEGO ŚREDNIOWIECZA, / ZNAK WIARY POKOLEŃ, W TRADYCJI LUDU, / PAMIĄTKA APOSTOŁÓW SŁOWIAN / CYRYLA I METODEGO . Treść napisu odwołuje się do tradycyjnych przekonań ludowych, gdyż rzeźba powstała prawdopodobnie później (chociaż dr Janowski sugeruje nawet IV wiek jako datę jej powstania). Legenda ludowa wiąże rzeźbę z osobami świętych Cyryla i Metodego. Nie ma jednakże żadnych informacji o obecności tychże świętych w Łagiewnikach .
W lipcu 2011 roku dokonano dewastacji obiektu poprzez oblanie go żółtą farbą , w tym samym roku krzyż został oczyszczony .